# Občina Ljubno
Občina Ljubno je jednou z 212 občin ve Slovinsku. Nachází se v Savinjském regionu na území historického Dolního Štýrska. Občinu tvoří 9 sídel, její rozloha je 78,9 km² a k 1. lednu 2017 zde žilo 2 572 obyvatel. Správním střediskem občiny je Ljubno ob Savinji.

## Členění občiny
Občina se dělí na sídla: Juvanje, Ljubno ob Savinji, Meliše, Okonina, Planina, Primož pri Ljubnem, Radmirje, Savina, Ter.